# Aeraula dioctis
Aeraula dioctis är en fjärilsart som beskrevs av Edward Meyrick 1897. Aeraula dioctis ingår som enda art i släktet Aeraula och familjen fältmalar, Scythrididae. Inga underarter finns listade i Catalogue of Life.